# Klubbsjöpung
Klubbsjöpung, (Clavelina lepadiformis), är en sjöpungsart som först beskrevs av Otto Friedrich Müller 1776. Klubbsjöpungen ingår i släktet Clavelina och familjen klungsjöpungar. Inga underarter finns listade i Catalogue of Life.